# Геворкян, Карен Саркисович
Каре́н Сарки́сович Геворкя́н (арм. Կարեն Սարգիսի Գևորգյան; род. 7 мая 1941, Ереван, Армянская ССР, СССР) — советский, армянский и российский кинорежиссёр и сценарист, член Союза кинематографистов России.

## Биография
Карен Саркисович Геворкян родился 7 мая 1941 года в Ереване. В 1956 году окончил музыкальную школу в Ереване.
В 1963 году окончил операторский факультет ВГИКа (мастерская Б. Волчека).
В 1963—64 годах работал на киностудии «Арменфильм».
В 1967 году окончил высшие режиссёрские курсы в Москве (мастерская Ю. Райзмана и Л. Трауберга). Работал на «Мосфильме», «Центрнаучфильме», Ереванской студии кинохроники.
В 1970—1981 работал на «Арменфильме», откуда был изгнан после запрещения картины «Прощание за чертой». Затем работал на «Лентелефильме» и студии имени Довженко в Киеве. На фильме «Кин-дза-дза!», снятом на «Мосфильме», был вторым режиссёром.
В 1993 году создал свою студию «Навигатор» реализации проекта «Новая армянская летопись» и проводил военно-документальные съемки Первой карабахской войны. Снимает документальные фильмы, повествующие об истории Армении. Преподает в СПбГИКиТе, ведёт мастерскую режиссёров игрового кино и телевидения.
В 2014 году создал студию «Русское поле» в Санкт-Петербурге. В настоящее время студия руководимая Кареном Геворкяном занимается производством цикла документальных фильмов о блокаде Ленинграда. Также в производстве находится художественный фильм по мотивам поэмы А. Т. Твардовского «Василий Теркин».
Сын Карена Саркисовича, Саркис, по образованию юрист, но по призванию поэт, пишет стихи. Издал 8 поэтических сборников. Среди них сборник "Китайская Пытка" 2016 года. Руководитель поэтической группы «Железный век».

## Фильмография

### Режиссёр

#### Короткометражные фильмы
- 1963 — Архитектура (короткометражный)
- 1969 — Капа (короткометражный)

#### Документальные фильмы
- 1969 — Речь (документальный)
- 1971 — Парусник неба (документальный)
- 1973 — Академик Кнунянц (документальный)
- 1982 — Войди в этот мир (документальный)
- 1996 — Добро пожаловать в ад (документальный)
- 1998 — Распутье (документальный)
- 1998 — Взываю к живущим
- 1998 — Крест наш
- 2001 — Армянский дом
- 2004 — Война без комментариев[2]

#### Художественные фильмы
- 1974 — Здесь, на этом перекрёстке
- 1978 — Август
- 1981 — Прощание за чертой
- 1983 — Иван Павлов. Поиски истины
- 1986 — Знаю только я
- 1990 — Пегий пёс, бегущий краем моря (СССР / ФРГ / Западный Берлин)
- 2016 — Вся наша надежда
- 2023 — Василий Тёркин (в производстве)

### Сценарист
- 1974 — Здесь, на этом перекрёстке
- 1981 — Прощание за чертой
- 1983 — Иван Павлов. Поиски истины
- 1990 — Пегий пёс, бегущий краем моря (СССР / ФРГ / Западный Берлин)
- 2016 — Вся наша надежда

### Оператор
- 1963 — Хозяин и слуга (короткометражный)
- 1969 — Речь (документальный)
- 1990 — Пегий пёс, бегущий краем моря (СССР / ФРГ / Западный Берлин)

## Призы и премии
- 1975 — ВКФ «Молодость» в Киеве — Приз Госкино УССР за лучшую режиссуру, Премия жюри Народных университетов (фильм «Здесь, на этом перекрестке»)
- 1978 — МКФ в Мангейме — Главный приз «Золотой дукат» (фильм «Здесь, на этом перекрестке»)
- 1991 — КФ «Кинотавр» в Сочи — Главный приз в конкурсе «Фильмы для избранных?» (фильм «Пегий пёс, бегущий краем моря»)
- 1991 — МКФ в Москве — Золотой приз, Приз FIPRESCI, Приз экуменического жюри, Спец. приз Международного жюри киноклубов (фильм «Пегий пес, бегущий краем моря»)
- 1991 — Приз кинопрессы За лучший фильм года (фильм «Пегий пес, бегущий краем моря»)
- 1993 — МКФ авторского фильма в Сан-Ремо — Гран-при (фильм «Пегий пес, бегущий краем моря»)
- 1993 — МКФ в Валансьене — Гран-при (фильм «Пегий пес, бегущий краем моря»)
- 2016 — XXIV кинофестиваль российского кино «Окно в Европу» в Выборге — приз Гильдии киноведов и кинокритиков России (фильм «Вся наша надежда»)
- 2016 —  XIV Российский фестиваль «Амурская осень» в Благовещенске — приз за лучший сценарий и приз зрительского жюри (фильм «Вся наша надежда»)[3]
- 2016 — Гран-при кинофестиваля «Сталкер» за лучший игровой фильм («Вся наша надежда»)[4]
- 2017 — VI Забайкальский международный кинофестиваль в Чите — приз за лучший сценарий и приз зрительских симпатий (фильм «Вся наша надежда»)[5]